# أديز يوبو
أديز يوبو أو أديز ستيفاني تشينيني إيجوي (بالإنجليزية: Adaeze Yobo) هي أجمل فتاة في نيجيريا لعام 2008 ومثلت نيجيريا في مسابقة ملكة جمال العالم 2008. وهي من قبيلة إغبو من ولاية أنمبرة.
تابعت حلم طفولتها بتمثيل ولاية أنمبرة في مسابقة أجمل فتاة مع 29 فتاة أخرى. ومثلما فلت آن سوينر من قبلها، شاركت أديز في التوعية بمرض فقر الدم المنجلي؛ كما استخدمت عهدها كمنصة لعرض المواهب النيجيرية. وبصرف النظر عن الفوز بخمسة ملايين نيرة، في صورة سيارة هيونداي، مثلت أديز نيجيريا في مسابقة ملكة جمال العالم 2008 التي انعقدت في جنوب إفريقيا. وحصلت على المركز العشرين في مسابقة ملكة جمال العالم (ملكة جمال العالم) ، واحتلت المرتبة الثانية في مسابقة ملكة جمال العالم للنساء الرياضيات.
خلال فترة تتويجها باللقب، أنشأت أديز مؤسستها الخيرية أديز إيجوي للأعمال الخيرية، وهي منظمة تروج لمرض الإيدز وسرطان الثدي، وتجمع الأموال لصالح أسباب مماثلة، بما في ذلك الملاريا والسل. وكانت مهمتها «إنشاء وزيادة فرص للشباب والمجتمعات النيجيرية من أجل تلبية احتياجاتهم وتحدياتهم فيما يتعلق بالصحة والتنمية المستدامة.» حضرت دورة قصيرة في أكاديمية نيويورك للأفلام.
في عام 2010، تزوجن أديز يوبو من لاعب كرة القدم الدولي النيجيري السابق جوزيف يوبو في حفل أُقيم في منتصف الليل في جوس بعد فترة قصيرة من المواعدة، وأصبح الآن والدين لابنين.
في عام 2011، احتلت أديز المرتبة 92 في قائمة 101 زوجات وصديقات كرة القدم الأكثر جاذبية، كما جمعتها صحيفة بليتشر.
في عام 2014، تم تصنيف أديز كأجمل زوجة لرياضي إفريقي.